# Édit de novembre 1771
 (janvier 2020).
Améliorez-le ou discutez des points à vérifier. 
L'édit de novembre 1771 émane du roi Louis XV.
Il porte sur le rétablissement, dans chacune des villes et communautés du royaume où il y a corps municipal, d'offices de conseillers-maires, lieutenants de maires, secrétaires-greffiers, conseillers, échevins, jurats, consuls...